# العمليات المعلوماتية (IO)
العمليات المعلوماتية (إنجليزية:Information Operations) وتُعرف كذلك بعمليات التأثير، هي عمليات تتضمن جمع معلومات تكتيكية عن الخصم ونشر البروباغندا سعيا لتحقيق الأفضلية عليه. اجراءات متخذة للتأثير على نظم المعلومات والمعلومات الخاصة بالخصوم، كما تشمل الشائعات التي تنشر عمداً على نطاق واسع للتأثير على الآراء.

## الحرب الالكترونية

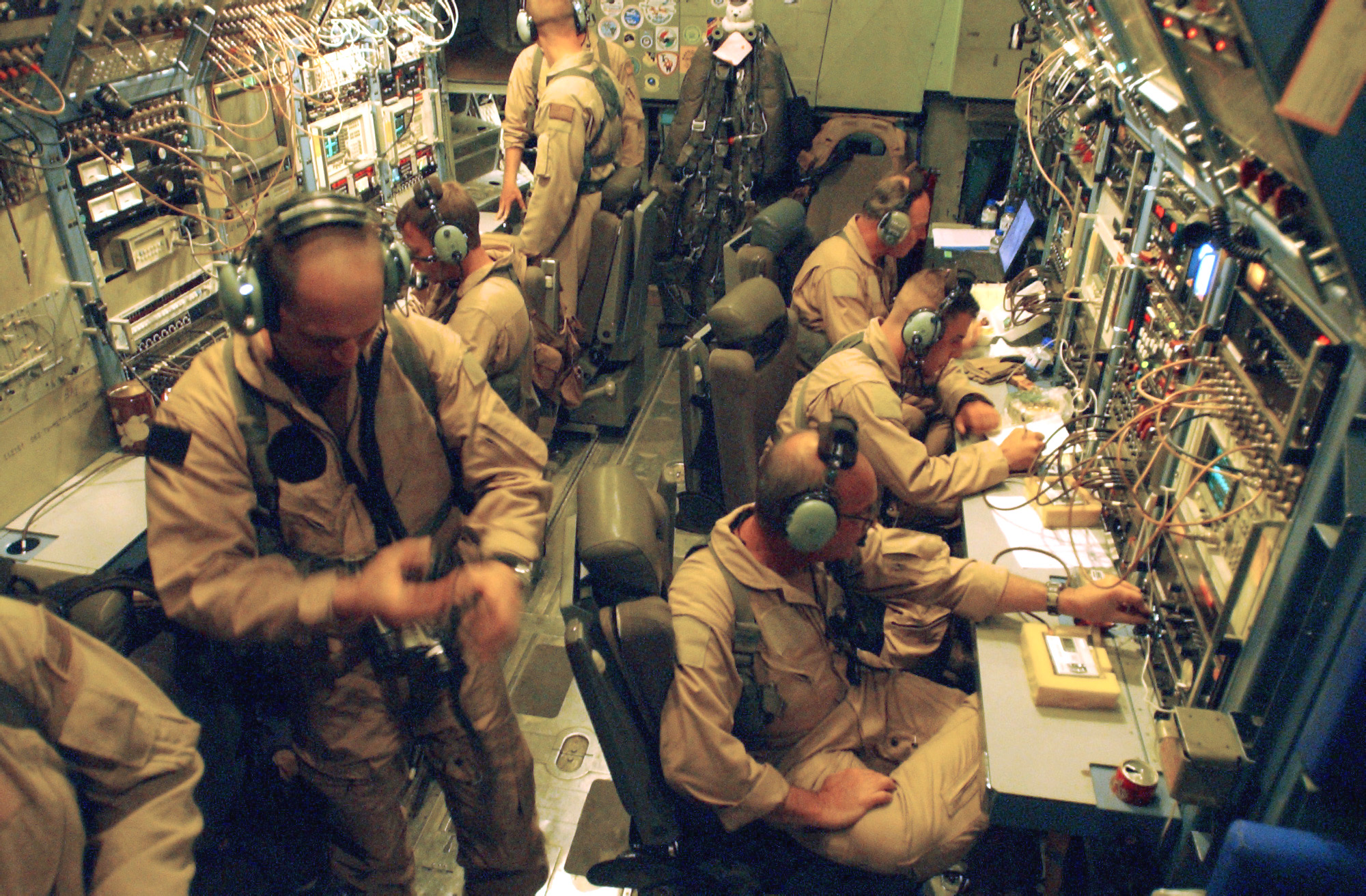
أفراد من الجيش الأمريكي في فريق العمليات النفسية

الحرب الإلكترونية تشير إلى أي عمل ينطوي على استخدام الطيف الكهرومغناطيسي أو الطاقة الموجهة للسيطرة على الطيف أو مهاجمة عدو أو عرقلة اعتداءات العدو عبر الطيف. والغرض من الحرب الإلكترونية هو الحؤول دون استفادة العدو من طيف الحرب الإلكترونية، وضمان وصول الأصدقاء إليه دون عوائق، ويمكن شن الحرب الإلكترونية من الجو والبحر والأرض والفضاء من قبل أنظمة مأهولة وغير مأهولة، ويمكن في ذلك استهداف الاتصالات أو الرادارات أو غيرها من الخدمات، وتتضمن الحرب الإلكترونية ثلاثة تقسيمات رئيسية :
- الهجوم الإلكتروني
- الحماية الإلكترونية
- إسناد الحرب الإلكترونية

## الحرب النفسية
الحرب النفسية هي عمليات مخططة لنقل المعلومات ومؤشرات محددة للجماهير الأجنبية للتأثير على عواطفهم ودوافعهم وتفكيرهم الموضوعي، وفي نهاية المطاف سلوك الحكومات والمنظمات والجماعات والأفراد الأجانب. تعتبر العمليات النفسية إحدى القدرات الأساسية للعمليات المعلوماتية. وذات دور مركزي في تحقيق أهداف العمليات المعلوماتية في دعم قيادة القوات المشتركة. في البيئة المعلوماتية اليوم حتى العمليات النفسية التي تتم على المستوى التكتيكي يمكن أن يكون لها آثار إستراتيجية، وتجرى جميع العمليات النفسية تحت سلطة برامج الحرب النفسية المعتمدة المنسقة بين الوكالات ومكتب وزير الدفاع.

## الخداع العسكري
الخداع العسكري هي اجراءات لتضليل صناع قرار العدو، والتسبب بالتالي في اتخاذ العدو أو امتناعه عن إجراءات محددة وهو ما من شأنه أن يسهم في إنجاز مهمة القوات الصديقة. ويعتبر الخداع العسكري والأمن العملياتي من الأنشطة التكميلية، حيث يسعى الخداع العسكري إلى تشجيع التحليل غير الصحيح مما يسبب وصول العدو إلى استنتاجات غير سليمة.

## الأمن العملياتي
يعتبر الأمن العملياتي إحدى القدرات الأساسية للعمليات المعلوماتية، ويعمل الأمن العملياتي على الحؤول دون حصول العدو على المعلومات اللازمة لتقييم القدرات، والأمن العملياتي يكمل بالخداع العسكري عن طريق حرمان العدو من المعلومات المطلوبة للقيام بتقييم خطة حقيقية ولدحض خطة خداع من جانبه.